# Arothron meleagris

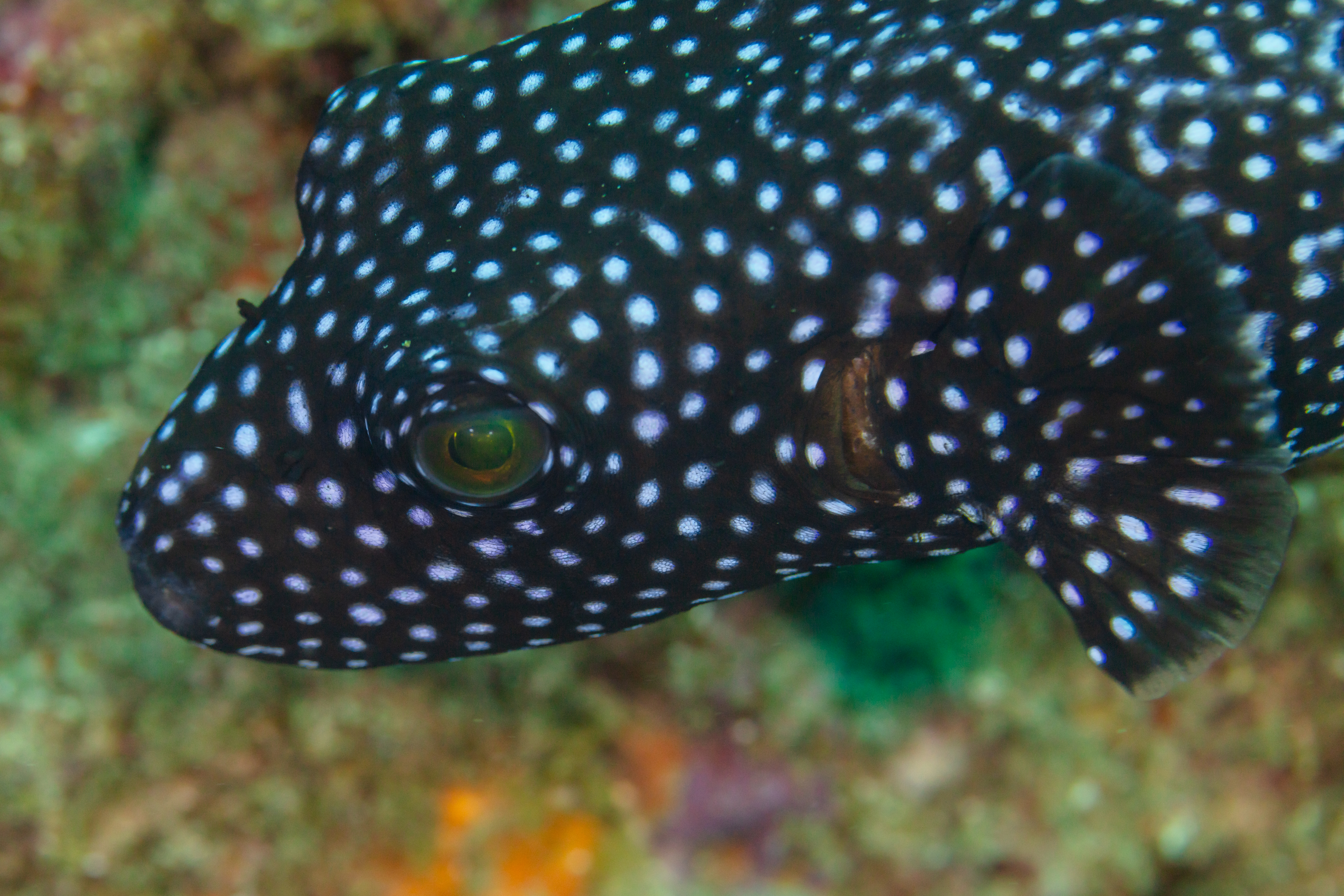
Detalle de la cabeza.

Arothron meleagris es una especie de peces de la familia Tetraodontidae en el orden de los Tetraodontiformes.

## Morfología
Los machos pueden llegar a alcanzar los 50 cm de longitud total.

## Alimentación
Come coral,  esponjas marinas, moluscos, briozoos, tunicados, algas y crustáceos.

## Hábitat
Es un pez de mar de clima tropica y asociado a los  arrecifes de coral que vive entre 3-24 m de profundidad.

## Distribución geográfica
Se encuentra desde el África Oriental hasta Durban - Sudáfrica -, Panamá, las islas Ryukyu y la isla de Pascua. También está presente desde Guaymas (México) hasta el Ecuador.